# Liste der Mitgliedskirchen der Anglikanischen Gemeinschaft
Die Anglikanische Kirchengemeinschaft besteht aus 42 selbständigen Kirchen beziehungsweise Kirchenprovinzen, die jeweils einem Primas unterstehen, und fünf extraprovinziellen anglikanischen Kirchen, die dem Primas der Church of England, dem Erzbischof von Canterbury, unterstehen.

## Kirchenprovinzen
- Episcopal / Anglican Province of Alexandria
- Anglican Church in Aotearoa, New Zealand and Polynesia
- Anglican Church of Australia
- Church of Bangladesh
- Igreja Episcopal Anglicana do Brasil
- Church of the Province of Burundi
- Anglikanische Kirche von Kanada
- Church of the Province of Central Africa
- Iglesia Anglicana de la Region Central America
- Church of the Province of Congo
- Iglesia Anglicana de Chile
- Church of England
- Anglican Church of Kenya
- Hong Kong Sheng Kung Hui (Hong Kong)
- Church of the Province of the Indian Ocean
- Church of Ireland
- Nippon Sei Ko Kai (Japan)
- Episkopalkirche von Jerusalem und dem Nahen Osten
- Anglican Church of Korea
- Church of the Province of Melanesia
- Iglesia Anglicana de México
- Igreja Anglicana de Mocambique e Angola
- Church of the Province of Myanmar
- Church of Nigeria
- Church of North India
- Church of Pakistan
- Anglican Church of Papua New Guinea
- Episkopalkirche der Philippinen
- Church of the Province of Rwanda
- Scottish Episcopal Church
- Church of the Province of South East Asia
- Church of South India
- Anglican Church of Southern Africa
- Iglesia Anglicana del Cono Sur de América
- Province of the Episcopal Church of South Sudan
- Province of the Episcopal Church of Sudan
- Church of the Province of Tanzania
- Church of the Province of Uganda
- Episkopalkirche der Vereinigten Staaten von Amerika
- Church in Wales
- Church of the Province of West Africa
- Church of the Province of the West Indies

## Extraprovinzielle anglikanische Kirchen
- Anglican Church of Bermuda
- Church of Ceylon
- Parish of the Falkland Islands
- Lusitanische Kirche von Portugal
- Reformierte Episkopalkirche Spaniens

## Ehemalige Kirchen der Gemeinschaft
- Episkopalkirche von Kuba (zwischen 1967 und 2020 extraprovinzielle Kirche, seitdem wieder als Bistum Teil der Episkopalkirche der Vereinigten Staaten von Amerika)
- Church of Hawaii (1862–1893), heute als Bistum Teil der Episkopalkirche der Vereinigten Staaten von Amerika
- Taiwan Episcopal Church (1949–1954), heute als Bistum Teil der Episkopalkirche der Vereinigten Staaten von Amerika
- Chung Hua Sheng Kung Hui (1912–1949)
- Church of India, Burma and Ceylon (CIBC; 1930–1970)
- Protestant Episcopal Church in the Confederate States of America (1861–1865)
- United Church of England and Ireland (1800–1871)